# Kleine zwartvoorhoofdbrilvogel
De kleine zwartvoorhoofdbrilvogel (Zosterops chrysolaemus) is een zangvogel uit de familie Zosteropidae (brilvogels). De soort is nauw verwant aan de kleine groenvoorhoofdbrilvogel (Z. minor) die vroeger als een ondersoort binnen dit taxon werd opgevat.

## Verspreiding en leefgebied
De kleine zwartvoorhoofdbrilvogel komt voor op Nieuw-Guinea en telt drie drie ondersoorten:
- Z. c. chrysolaemus: noordwestelijk, midden en oostelijk Nieuw-Guinea.
- Z. c. gregarius: noordoostelijk Nieuw-Guinea.
- Z. c. delicatulus: zuidoostelijk Nieuw-Guinea en de D'Entrecasteaux-eilanden.

De vogel komt voor in zowel heuvelland als montaan tropisch bos tussen de 400 en 1450 m boven de zeespiegel.

## Status
De grootte van de populatie is niet gekwantificeerd, maar is plaatselijk talrijk. Over trends in de tijd in niets bekend. Om deze redenen staat De zwartvoorhoofdbrilvogel als niet bedreigd op de Rode Lijst van de IUCN.